# Estábulo e Pombal de Willington
Estábulo e Pombal de Willington é uma propriedade localizada em Willington, perto Bedford, Bedfordshire, na Inglaterra. Ambos os edifícios estão listados como Grau I.
A propriedade tem um estábulo e pombal de pedra do século XVI, que contém caixas de nidificação para mais de 1.500 pombos.
Uma assinatura na pedra acima da lareira nos estábulos diz "John Bunyan", mas a sua autenticidade não foi comprovada.

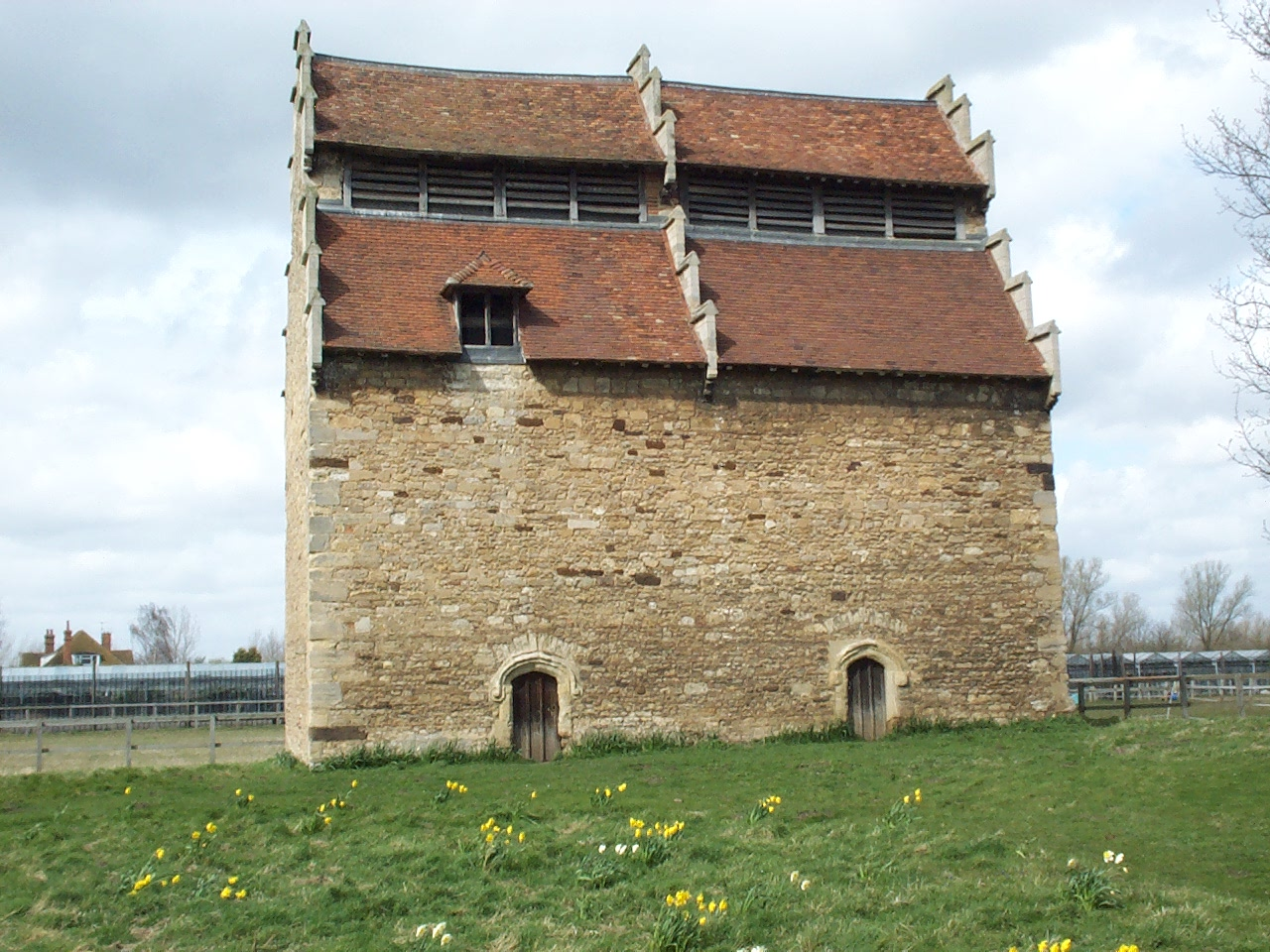
O pombal
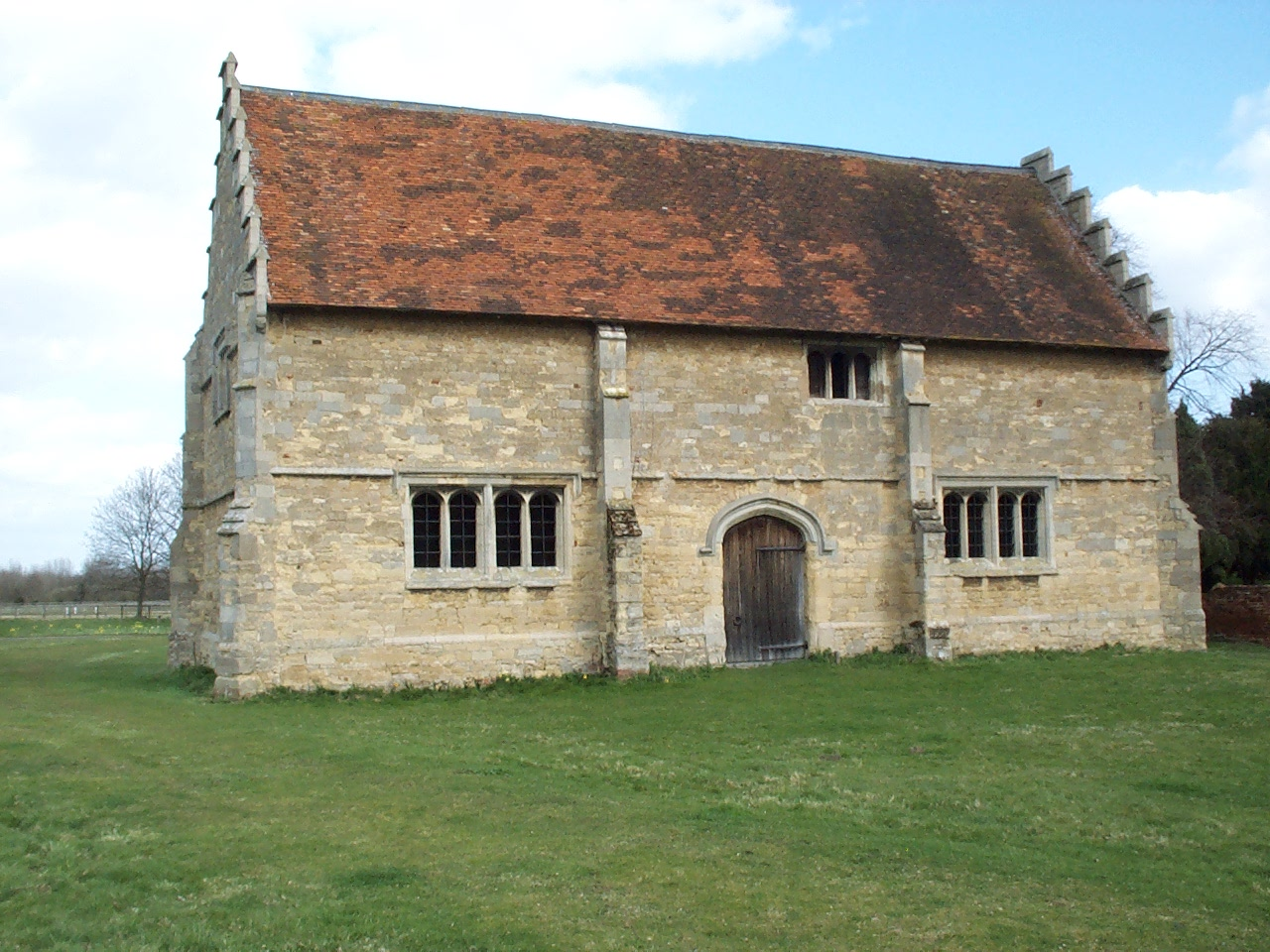
Os estábulos